# Bénédicte Cronier
Bénédicte Cronier (ur. 23 czerwca 1961, Nantes) – francuska brydżystka, World Grand Master w kategorii Kobiet (WBF), European Grand Master, European Champion w kategorii Kobiet (EBL).
Benedicte Cronier jest profesjonalną brydżystką. Jej mąż, Philippe Cronier, jest czołowym brydżystą francuskim. Mają dwoje dzieci.

## Wyniki brydżowe

### Olimpiady
Na olimpiadach uzyskała następujące rezultaty:
| Olimpiady brydżowe. Zawody teamów | Olimpiady brydżowe. Zawody teamów | Olimpiady brydżowe. Zawody teamów   | Olimpiady brydżowe. Zawody teamów | Olimpiady brydżowe. Zawody teamów | Olimpiady brydżowe. Zawody teamów |
| Rok                               | Miejsce                           | Zawody                              | Kategoria                         | Drużyna                           | Pozycja                           |
| --------------------------------- | --------------------------------- | ----------------------------------- | --------------------------------- | --------------------------------- | --------------------------------- |
| 2004                              | Stambuł                           | 12 Olimpiada Teamów                 | Kobiety                           | France                            | 5                                 |
| 2002                              | Salt Lake City                    | 4 Mistrzostwa o Wielką Nagrodę MKOL | Kobiety                           | France                            | 1                                 |
| 2000                              | Maastricht                        | 11 Olimpiada Brydżowa               | Kobiety                           | France                            | 9                                 |
| 1996                              | Rodos                             | 10 Olimpiada Teamów                 | Kobiety                           | France                            | 11                                |

### Zawody światowe
W światowych zawodach zdobyła następujące lokaty:
| Mistrzostwa Świata. Konkurencja teamów | Mistrzostwa Świata. Konkurencja teamów | Mistrzostwa Świata. Konkurencja teamów         | Mistrzostwa Świata. Konkurencja teamów | Mistrzostwa Świata. Konkurencja teamów | Mistrzostwa Świata. Konkurencja teamów |
| Rok                                    | Miejsce                                | Zawody                                         | Kategoria                              | Drużyna                                | Pozycja                                |
| -------------------------------------- | -------------------------------------- | ---------------------------------------------- | -------------------------------------- | -------------------------------------- | -------------------------------------- |
| 2012                                   | Lille                                  | 5 Otwarte Mistrzostwa Świata Teamów Mikstowych | Miksty                                 | Millicent5                             | 67                                     |
| 2011                                   | Pekin                                  | SportAccord World Mind Games                   | Kobiety                                | France                                 | 4                                      |
| 2011                                   | Veldhoven                              | 40 Mistrzostwa Świata Teamów                   | Kobiety                                | France                                 | 1                                      |
| 2010                                   | Filadelfia                             | 13 Seria Mistrzostw Świata                     | Kobiety                                | Hampton                                | 4                                      |
| 2009                                   | São Paulo                              | 39 Mistrzostwa Świata Teamów                   | Kobiety                                | France                                 | 3                                      |
| 2008                                   | Pekin                                  | 1 Olimpiada Sportów Umysłowych                 | Miksty                                 | Zimmermann                             | 5                                      |
| 2007                                   | Szanghaj                               | 38 Mistrzostwa Świata Teamów                   | Kobiety                                | France                                 | 4                                      |
| 2006                                   | Werona                                 | 12 Mistrzostwa Świata                          | Open                                   | Panahpour                              | 145                                    |
| 2005                                   | Estoril                                | 37 Mistrzostwa Świata Teamów                   | Kobiety                                | France                                 | 1                                      |
| 2002                                   | Montreal                               | 11 Mistrzostwa Świata                          | Kobiety                                | Bessis                                 | 3                                      |
| 2001                                   | Paryż                                  | 35 Mistrzostwa Świata Teamów                   | Kobiety                                | France                                 | 2                                      |
| 2000                                   | Maastricht                             | 11 Olimpiada Brydżowa                          | Miksty                                 | Hackett                                | 5                                      |
| 2000                                   | Southampton                            | 34 Mistrzostwa Świata Teamów                   | Kobiety                                | France                                 | 5                                      |
| 1998                                   | Lille                                  | 10 Mistrzostwa Świata                          | Kobiety                                | Bessis                                 | 5                                      |
| 1997                                   | Hammamet                               | 33 Mistrzostwa Świata Teamów                   | Kobiety                                | France                                 | 4                                      |
| 1995                                   | Pekin                                  | 32 Mistrzostwa Świata Teamów                   | Kobiety                                | France                                 | 3                                      |
| 1994                                   | Albuquerque                            | 9 Mistrzostwa Świata                           | Kobiety                                | Bessis                                 | 9                                      |
| 1993                                   | Santiago                               | 31 Mistrzostwa Świata Teamów                   | Kobiety                                | France                                 | 9                                      |
| 1987                                   | Ocho Rios                              | 28 Mistrzostwa Świata Teamów                   | Kobiety                                | France                                 | 2                                      |
| 1987                                   | Amsterdam                              | 1 Młodzieżowe Mistrzostwa Świata Teamów        | Juniorzy                               | France                                 | 2                                      |

| Mistrzostwa Świata. Konkurencja par | Mistrzostwa Świata. Konkurencja par | Mistrzostwa Świata. Konkurencja par | Mistrzostwa Świata. Konkurencja par | Mistrzostwa Świata. Konkurencja par | Mistrzostwa Świata. Konkurencja par |
| Rok                                 | Miejsce                             | Zawody                              | Kategoria                           | Partner                             | Pozycja                             |
| ----------------------------------- | ----------------------------------- | ----------------------------------- | ----------------------------------- | ----------------------------------- | ----------------------------------- |
| 2011                                | Pekin                               | SportAccord World Mind Games        | Kobiety                             | Sylvie Willard                      | 3                                   |
| 2010                                | Filadelfia                          | 13 Mistrzostwa Świata               | Miksty                              | Pierre Zimmermann                   | 204                                 |
| 2006                                | Werona                              | 12 Mistrzostwa Świata               | Kobiety                             | Lila Panahpour                      | 50                                  |
| 2006                                | Werona                              | 12 Mistrzostwa Świata               | Miksty                              | Moza Panahpour                      | 257                                 |
| 2002                                | Montreal                            | 11 Mistrzostwa Świata               | Kobiety                             | Sylvie Willard                      | 12                                  |
| 1998                                | Lille                               | 10 Mistrzostwa Świata               | Kobiety                             | Sylvie Willard                      | 12                                  |
| 1998                                | Lille                               | 10 Mistrzostwa Świata               | Miksty                              | Philippe Marill                     | 75                                  |
| 1990                                | Genewa                              | 8 Mistrzostwa Świata                | Miksty                              | Philippe Cronier                    | 42                                  |

| Mistrzostwa Świata. Konkurencja indywidualna | Mistrzostwa Świata. Konkurencja indywidualna | Mistrzostwa Świata. Konkurencja indywidualna | Mistrzostwa Świata. Konkurencja indywidualna | Mistrzostwa Świata. Konkurencja indywidualna | Mistrzostwa Świata. Konkurencja indywidualna |
| Rok                                          | Miejsce                                      | Zawody                                       | Kategoria                                    | Pozycja                                      |                                              |
| -------------------------------------------- | -------------------------------------------- | -------------------------------------------- | -------------------------------------------- | -------------------------------------------- | -------------------------------------------- |
| 2011                                         | Pekin                                        | SportAccord World Mind Games                 | Kobiety                                      | 6                                            |                                              |
| 2004                                         | Werona                                       | 6 Indywidualne Mistrzostwa Świata            | Kobiety                                      | 2                                            |                                              |
| 2000                                         | Ateny                                        | 5 Indywidualne Mistrzostwa Świata            | Kobiety                                      | 1                                            |                                              |
| 1998                                         | Ajaccio                                      | 4 Indywidualne Mistrzostwa Świata            | Kobiety                                      | 26                                           |                                              |
| 1996                                         | Paryż                                        | 3 Indywidualne Mistrzostwa Świata            | Kobiety                                      | 2                                            |                                              |
| 1994                                         | Paryż                                        | 2 Indywidualne Mistrzostwa Świata            | Kobiety                                      | 3                                            |                                              |

### Zawody europejskie
W europejskich zawodach zdobyła następujące lokaty:
| Zawody europejskie. Konkurencja teamów | Zawody europejskie. Konkurencja teamów | Zawody europejskie. Konkurencja teamów   | Zawody europejskie. Konkurencja teamów | Zawody europejskie. Konkurencja teamów | Zawody europejskie. Konkurencja teamów |
| Rok                                    | Miejsce                                | Zawody                                   | Kategoria                              | Drużyna                                | Pozycja                                |
| -------------------------------------- | -------------------------------------- | ---------------------------------------- | -------------------------------------- | -------------------------------------- | -------------------------------------- |
| 2012                                   | Dublin                                 | 51. Mistrzostwa Europy Teamów            | Kobiety                                | France                                 | 2                                      |
| 2011                                   | Poznań                                 | 5. Otwarte Mistrzostwa Europy            | Kobiety                                | Cronier                                | 3                                      |
| 2011                                   | Poznań                                 | 5. Otwarte Mistrzostwa Europy            | Miksty                                 | Zimmermann                             | 1                                      |
| 2010                                   | Ostenda                                | 50 Mistrzostwa Europy Teamów             | Kobiety                                | France                                 | 1                                      |
| 2009                                   | San Remo                               | 4 Otwarte Mistrzostwa Europy             | Kobiety                                | Dinkin                                 | 9                                      |
| 2009                                   | San Remo                               | 4 Otwarte Mistrzostwa Europy             | Miksty                                 | Zimmermann                             | 5                                      |
| 2008                                   | Pau                                    | 49 Mistrzostwa Europy Teamów             | Kobiety                                | France                                 | 1                                      |
| 2007                                   | Antalya                                | 3 Otwarte Mistrzostwa Europy             | Miksty                                 | Mouiel                                 | 9                                      |
| 2006                                   | Warszawa                               | 48 Mistrzostwa Europy Teamów             | Kobiety                                | France                                 | 1                                      |
| 2005                                   | Teneryfa                               | 2 Otwarte Mistrzostwa Europy             | Miksty                                 | Harper                                 | 66                                     |
| 2005                                   | Teneryfa                               | 2 Otwarte Mistrzostwa Europy             | Kobiety                                | d'Ovidio                               | 1                                      |
| 2004                                   | Malmö                                  | 47 Mistrzostwa Europy Teamów             | Kobiety                                | France                                 | 3                                      |
| 2003                                   | Mentona                                | 1 Otwarte Mistrzostwa Europy             | Miksty                                 | Holt                                   | 86                                     |
| 2003                                   | Mentona                                | 1 Otwarte Mistrzostwa Europy             | Kobiety                                | Luis Voitton                           | 5                                      |
| 2002                                   | Salsomaggiore                          | 46 Mistrzostwa Europy Teamów             | Kobiety                                | France                                 | 11                                     |
| 2002                                   | Ostenda                                | 7 Mistrzostwa Europy Mikstów             | Miksty                                 | Mavromichalis                          | 13                                     |
| 2000                                   | Bellaria                               | 6 Mistrzostwa Europy Mikstów             | Miksty                                 | Tissot                                 | 4                                      |
| 1999                                   | Malta                                  | 44 Mistrzostwa Europy Teamów             | Kobiety                                | France                                 | 3                                      |
| 1995                                   | Vilamoura                              | 42 Mistrzostwa Europy Teamów             | Kobiety                                | France                                 | 1                                      |
| 1994                                   | Barcelona                              | 3 Mistrzostwa Europy Mikstów             | Miksty                                 | Roussel                                | 24                                     |
| 1993                                   | Mentona                                | 41 Mistrzostwa Europy Teamów             | Kobiety                                | France                                 | 2                                      |
| 1991                                   | Killarney                              | 40 Mistrzostwa Europy Teamów             | Kobiety                                | France                                 | 6                                      |
| 1990                                   | Bordeaux                               | 1 Mistrzostwa Europy Mikstów             | Miksty                                 | Cronier                                | 9                                      |
| 1987                                   | Brighton                               | 38 Mistrzostwa Europy Teamów             | Kobiety                                | France                                 | 1                                      |
| 1986                                   | Budapeszt                              | 10 Młodzieżowe Mistrzostwa Europy Teamów | Juniorzy                               | France                                 | 2                                      |

| Zawody europejskie. Konkurencja par | Zawody europejskie. Konkurencja par | Zawody europejskie. Konkurencja par | Zawody europejskie. Konkurencja par | Zawody europejskie. Konkurencja par | Zawody europejskie. Konkurencja par |
| Rok                                 | Miejsce                             | Zawody                              | Kategoria                           | Partner                             | Pozycja                             |
| ----------------------------------- | ----------------------------------- | ----------------------------------- | ----------------------------------- | ----------------------------------- | ----------------------------------- |
| 2011                                | Poznań                              | 5. Otwarte Mistrzostwa Europy       | Kobiety                             | Sylvie Willard                      | 3                                   |
| 2009                                | San Remo                            | 4 Otwarte Mistrzostwa Europy        | Kobiety                             | Sylvie Willard                      | 4                                   |
| 2009                                | San Remo                            | 4 Otwarte Mistrzostwa Europy        | Miksty                              | Pierre Zimmermann                   | 24                                  |
| 2007                                | Antalya                             | 3 Otwarte Mistrzostwa Europy        | Miksty                              | Pierre Zimmermann                   | 173                                 |
| 2005                                | Teneryfa                            | 2 Otwarte Mistrzostwa Europy        | Mikst                               | Moza Panahpour                      | 148                                 |
| 2005                                | Teneryfa                            | 2 Otwarte Mistrzostwa Europy        | Kobiety                             | Sylvie Willard                      | 6                                   |
| 2003                                | Mentona                             | 1 Otwarte Mistrzostwa Europy        | Kobiety                             | Sylvie Willard                      | 2                                   |
| 2002                                | Ostenda                             | 7 Mistrzostwa Europy Mikstów        | Mikst                               | Paul Hackett                        | 158                                 |
| 2001                                | Teneryfa                            | 45 Mistrzostwa Europy Teamów        | Kobiety                             | Tony Hirchenaut                     | 44                                  |
| 2000                                | Bellaria                            | 6 Mistrzostwa Europy Mikstów        | Mikst                               | Philippe Cronier                    | 92                                  |
| 1999                                | Malta                               | 44 Mistrzostwa Europy Teamów        | Kobiety                             | Martine Rossard                     | 82                                  |
| 1997                                | Haga                                | 9 Mistrzostwa Europy Par            | Open                                | Sylvie Willard                      | 9                                   |
| 1996                                | Monte Carlo                         | 4 Mistrzostwa Europy Mikstów        | Mikst                               | Philippe Cronier                    | 22                                  |
| 1994                                | Barcelona                           | 3 Mistrzostwa Europy Mikstów        | Miksty                              | Philippe Cronier                    | 42                                  |
| 1993                                | Mentona                             | 4 Mistrzostwa Europy Kobiet         | Kobiety                             | Benedicte Pigeaud                   | 109                                 |
| 1992                                | Ostenda                             | 2 Mistrzostwa Europy Mikstów        | Mikst                               | Michel Bessis                       | 3                                   |
| 1990                                | Bordeaux                            | 1 Mistrzostwa Europy Mikstów        | Mikst                               | Marcel Koumetz                      | 168                                 |
| 1989                                | Salsomaggiore                       | 5 Mistrzostwa Europy Par            | Open                                | Marcel Koumetz                      | 161                                 |
| 1989                                | Turku                               | 39 Mistrzostwa Europy Teamów        | Kobiety                             | Benedicte Pigeaud                   | 6                                   |

## Klasyfikacja
- Benedicte Cronier – klasyfikacja WBF (ang.)
- Benedicte Cronier – klasyfikacja EBL (ang.)